# مقاطعة كوتنا هورا
مقاطعة كوتنا هورا (بالتشيكية: Okres Kutná Hora)‏ هي مقاطعة (أوكريس) في إقليم بوهيميا الوسطى في جمهورية التشيك.
عاصمة هذه المقاطعة هي مدينة كوتنا هورا.

## أعلام
- بيتر لينارت

## اقرأ أيضاً
- مقاطعات جمهورية التشيك